# Бессемер-Сіті (Північна Кароліна)
Бессемер-Сіті (англ. Bessemer City) — місто (англ. city) в США, в окрузі Ґестон штату Північна Кароліна. Населення — 5428 осіб (2020).

## Географія
Бессемер-Сіті розташований за координатами 35°17′5″ пн. ш. 81°17′6″ зх. д. / 35.28472° пн. ш. 81.28500° зх. д. (35.284727, -81.285050).  За даними Бюро перепису населення США в 2010 році місто мало площу 12,50 км², з яких 12,41 км² — суходіл та 0,10 км² — водойми.

## Демографія
Згідно з переписом 2010 року, у місті мешкало 5340 осіб у 2067 домогосподарствах у складі 1418 родин. Густота населення становила 427 осіб/км².  Було 2348 помешкань (188/км²).
Расовий склад населення:
| - 79,6 % — білих - 14,4 % — чорних або афроамериканців - 0,7 % — азіатів - 0,4 % — корінних американців - 3,0 % — осіб інших рас |

До двох чи більше рас належало 1,9 %. Частка іспаномовних становила 5,1 % від усіх жителів.
За віковим діапазоном населення розподілялося таким чином: 25,7 % — особи молодші 18 років, 61,3 % — особи у віці 18—64 років, 13,0 % — особи у віці 65 років та старші. Медіана віку мешканця становила 37,0 року. На 100 осіб жіночої статі у місті припадало 95,0 чоловіків;  на 100 жінок у віці від 18 років та старших — 93,8 чоловіків також старших 18 років.
Середній дохід на одне домашнє господарство  становив 40 777 доларів США (медіана — 31 540), а середній дохід на одну сім'ю — 49 339 доларів (медіана — 44 410). Медіана доходів становила 36 742 долари для чоловіків та 27 723 долари для жінок. За межею бідності перебувало 23,4 % осіб, у тому числі 35,1 % дітей у віці до 18 років та 14,5 % осіб у віці 65 років та старших.
Цивільне працевлаштоване населення становило 1981 особа. Основні галузі зайнятості: виробництво — 26,3 %, освіта, охорона здоров'я та соціальна допомога — 14,3 %, роздрібна торгівля — 13,9 %.